# Legato

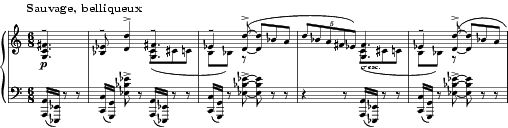
Legatobogen in een prelude van Scriabin

Legato is een speelwijze waarbij de muzieknoten zo worden gespeeld of gezongen dat ze in elkaar overlopen, of naadloos aaneengelast klinken. De Italiaanse muziekterm betekent gebonden (Latijn: ligare = 'vastbinden, verbinden, verenigen, aaneensmeden'). Op een strijkinstrument worden de noten zo veel mogelijk met een streek gespeeld, streekboog. Tussen de noten valt dus geheel geen stilte. Om legatospel aan te geven worden bogen gezet die de legato te spelen noten groeperen. Iedere noot wordt derhalve met zijn volledige duur gespeeld.
In de muzieknotatie wordt legato aangegeven met boogjes onder of boven de noten, de legatobogen. 
Legatobogen moeten niet verward worden met overbindingen die een volledig ander doel dienen; het aaneensmeden van noten die door notatieconventies als afzonderlijke noten vermeld worden. 
Bogen kunnen behalve voor aangeven van legato ook gebruikt worden om frasering aan te geven of om ademhaling weer te geven.
Legatissimo is een extreme vorm van legato: de tonen overlappen elkaar daarbij. Dit kan bijvoorbeeld op een orgel of piano gerealiseerd worden door elke toets pas los te laten nadat de volgende toets is ingedrukt. Op instrumenten die maar een toon tegelijk kunnen voortbrengen is legatissimo derhalve onmogelijk.
Als alle noten los van elkaar worden gespeeld, wordt dit non-legato of portato genoemd. Als de noten zeer los van elkaar worden gespeeld, heet dat staccato of in extreme gevallen staccatissimo.
In de dans is legato een manier van de bewegen, waarbij de bewegingen vloeiend in elkaar over gaan.